# Metagedächtnis
Unter Metagedächtnis wird das subjektive Wissen um die Funktionsweise und die Funktionscharakteristika des Gedächtnisses verstanden.
Unterschieden wird zwischen einem deklarativen und einem prozeduralen Metagedächtnis. Zu ersterem zählt das Wissen um die Leistungsfähigkeit des Gedächtnisses, die Kenntnis von Einprägungs- und Rekonstruktionstechniken sowie die Kenntnis von Lernstrategien und Mnemotechniken, zum letzterem das Wissen um unterschiedliche Schwierigkeitsanforderungen bei Gedächtnisaufgaben, um entsprechend darauf zu reagieren, beispielsweise durch die Intensivierung von Aufmerksamkeit und Konzentration. Das Metagedächtnis wird als ein Unterbereich der Metakognition aufgefasst.

## Metagedächtnis und Lernleistung
Wie eine Metaanalyse gezeigt hat, ist die Ausprägung des Metagedächtnis eine wesentliche Voraussetzung für Gedächtnis- und Lernleistungen. Bei altersdifferenzierter Betrachtung ist dieser Zusammenhang bei den älteren Kindern höher als bei den jüngeren. Kinder mit Lernstörungen sind auf der anderen Seite durch Defizite im Metagedächtnis und der mangelnden Anwendung entsprechender Strategien als „inaktive Lerner“ zu charakterisieren; bei ihnen liegt sowohl ein Produktions- wie auch ein Anwendungsdefizit in Bezug auf Lern- und Gedächtnisstrategien vor: (1) Sie überwachen ihr Lernen seltener, sie bemerken deshalb seltener Fehler. (2) Sie vermeiden die Anstrengung, auf übergeordnete Strategien zum Zweck der Fehlerkorrektur zurückzugreifen (prozedurales Metagedächtnis), und letztlich (3) kennen sie auch weniger Strategien (deklaratives Metagedächtnis), die ihnen in Problemfällen weiterhelfen könnten. Von daher macht es Sinn, Trainings- und Fördermaßnahmen zu entwickeln, die auf eine Verbesserung des Metagedächtnisses und auf entsprechende Prozesse der Handlungsregulation ausgerichtet sind. In diesem Zusammenhang wird auch von Metalernen gesprochen, womit das Lernen des Lernens gemeint ist.

## Entwicklungspsychologische Aspekte des Metagedächtnisses
Hinsichtlich des Metagedächtnisses bestehen bedeutsame entwicklungspsychologische Unterschiede. Dies hat Folgen für Lern- und Gedächtnisergebnisse, denn nur wenn etwa aufgrund des im Metagedächtnis gespeicherten Wissens eine Aufgabenschwierigkeit adäquat eingeschätzt wird, werden die entsprechenden Kodierungs- und Rekonstruktionspläne (z. B. Wiederholungen, Anfertigen von Notizen, Erarbeitung einer Begriffslandschaft, Ordnung des zu Lernenden nach hierarchisch geordneten Kategorien) überhaupt eingesetzt. Das metakognitive Wissen über die gedächtnisrelevanten (a) Personenvariablen (z. B. Selbstkonzept über eigene Gedächtniskapazität), (b) Aufgabenvariablen (welche Merkmale erschweren eine Merkaufgabe, welche erleichtern sie) und (c) Strategievariablen (Wissen über situationsspezifisch nützliche Merkstrategien) nimmt im Verlauf der Grundschulzeit kontinuierlich zu. Nach der Grundschulzeit sind vor allem bei komplexeren Aufgabenstellungen (z. B. Textlernen) Zuwächse hinsichtlich des Metagedächtnisses vorhanden; das metamemoriale Wissen ist aber auch bei Jugendlichen keineswegs optimal ausgeprägt.